# Vorfrucht
Eine Vorfrucht ist eine Feldfrucht, die im Jahr vor der derzeit angebauten Frucht auf der gleichen Fläche angebaut worden war (Fruchtfolge). Sie kann ökologische Auswirkungen auf die aktuelle Frucht haben, zum Beispiel Humusverbesserung, Reduzierung des Krankheitsbefalls bei idealer Vorfrucht. Bei Wahl der falschen Vorfrucht (negative Vorfrucht) aber auch Verschlechterungen, etwa durch Begünstigen bestimmter Schädlinge. Der Vorfruchtwert ist stark variabel und hängt von verschiedenen Faktoren wie Klima, Standort, Kulturart und Management ab. Besonders ausschlaggebend für die Höhe des Vorfruchtwertes ist die mineralische Stickstoffdüngung. Je höher die mineralische Stickstoffdüngung, desto niedriger ist der Vorfruchtwert.

## Hülsenfrüchtler (Leguminosen)
Hülsenfrüchtler (Leguminosen) werden weniger wegen ihrer Marktleistung als vielmehr wegen ihrer positiven Vorfrucht-Wirkungen angebaut:
- Grundnährstoffe werden durch tiefgehende Wurzelsysteme bzw. Phosphataufschluss mobilisiert
- Knöllchenbakterien binden Luftstickstoff und hinterlassen einen Teil mitsamt den Ernterückständen im Boden
- aufgrund der anderen Pflanzengattung unterbrechen Leguminosen die Infektionszyklen bodenbürtiger Krankheitserreger
- Förderung der Bodengare und Krümelstruktur[2]
- Im Vergleich zu einer Getreidevorfrucht kann eine Körnerleguminose einen Ertragszuwachs im nachfolgenden Getreide zwischen 0,5 und 1,6 t ha−1 erzielen[1]
- Der Vorfruchtwert muss bei der ökonomischen und pflanzenbaulichen Bewertung von Fruchtfolgen berücksichtigt werden, dies ist u. a. mit Modellen möglich[3]

## Andere Kulturen mit einem guten Vorfruchtwert
Blattfrüchte wie Raps bringen ähnliche Vorfruchtwirkungen wie Leguminosen. Oft sind die Nmin-Werte nach der Rapsernte leicht erhöht. Zudem ermöglicht die vergleichsweise frühe Rapsernte eine optimale Stoppelbearbeitung. Raps führt außerdem zu einer positiven Humusbilanz. Im Schnitt ergibt sich bei Raps nach Weizen ein Mehrertrag von etwa einer Tonne je Hektar gegenüber Stoppelweizen.
Unter den Getreidekulturen hat Hafer den höchsten Vorfruchtwert, dieser liegt zwischen den Leguminosen und anderen Blattfrüchten.